# 板倉卓造

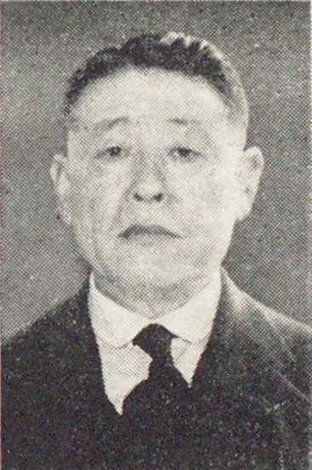
板倉卓造

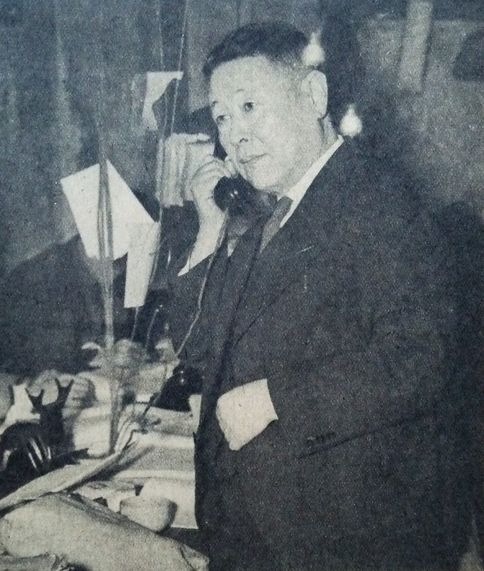
板倉卓造（1949年）

板倉 卓造（いたくら たくぞう、明治12年（1879年）12月9日 - 昭和38年（1963年）12月23日）は、日本の法学者、ジャーナリスト、新聞経営者、政治家。慶應義塾大学法学部教授。時事新報社長。貴族院勅選議員。広島県比婆郡庄原村（現庄原市）生まれ。息子は三井銀行（現・三井住友銀行）社長を務めた板倉譲治。 

## 経歴

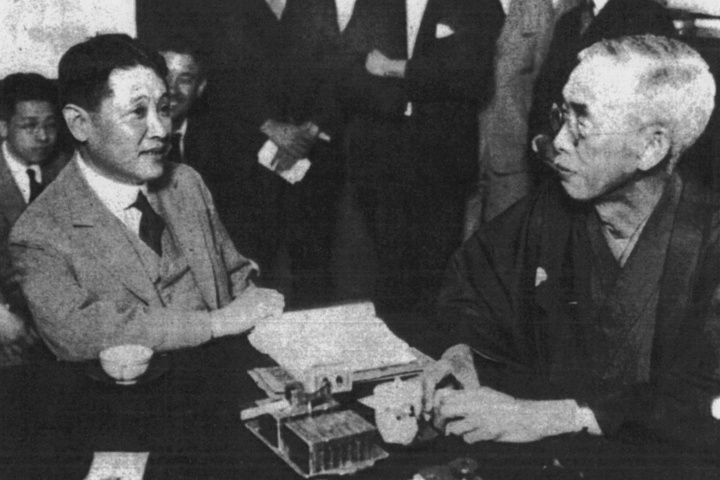
高田早苗（右）との慶早戦復活の協議に臨む板倉卓造（1925年）

庄原英学校を経て1895年、慶應義塾普通部に入学。その後大学部理財科に進んだが政治科に転じ、卒業後の1903年、普通部の英語教師となる。1905年恩師の福沢諭吉が創立した「時事新報」に入り社説を担当。自由主義の論陣を張り、福沢亡きあとの「時事新報」の論壇を支えた。1907年米英仏に留学し、コロンビア大学でウィリアム・アーチボルド・ダニングに、イギリスでラサ・オッペンハイムに師事した。帰国後、1910年慶應義塾大学部法律科教授となる。温厳あわせもつ独特の風格と深遠な学識をもって学生を魅了、1944年退職まで国際法を講じた。かたわら「時事新報」の社説担当記者を務め1923年主筆となる。関東大震災当時、大杉栄が憲兵隊に虐殺されたとき、板倉はいちはやく事件を暴露するとともに軍部の責任を厳しく追及、憲兵隊の脅迫を受けたが怯まなかった。1944年、慶應義塾大学教授を退職し名誉教授。 弟子に中村菊男がいる。1946年から1956年まで慶應義塾評議員会会長を務めた。
戦後1946年1月「時事新報」を復刊、社長兼主筆として社説の筆をとり続け、日本の進路について発言。格調高い重厚な筆陣で老リベラリストの気概を示した。1955年、「時事新報」は「産経新聞」と合併するが産経時事論説委員長として主筆を務めて1960年同社退社。1951年、第1回新聞文化賞受賞。1946年3月22日、貴族院議員となり、閣外にあって吉田茂総理に協力し厚遇を受けた。交友倶楽部に所属し同議員を1947年（昭和22年）5月2日の貴族院廃止まで務めた。1963年12月23日死去。

## 著書
「近世国際法史論」「国際紛争史考」「政治家史論」などがある。